# Večernji list
Večernji list (Вечерні ліст «Вечірня газета») — хорватська щоденна вечірня газета, виходить у столиці країни — Загребі; один із найпопулярніших друкованих ЗМІ Хорватії.

## Загальні дані
«Вечерні ліст» видає загребська компанія «Večernji list d.d». Газету засновано 1959 року в Загребі. Її попередником був «Вечерні в'єснік», який уперше вийшов на 24 сторінках 2 червня 1957 року. Згодом його перейменували на «Народні ліст» (Narodni list), а відтак дали нинішню назву.
«Вечерні ліст» зберіг свою репутацію правоцентристського консервативного видання після виборів 1990 року в Хорватії. Франьо Туджман і ХДС виявили зацікавленість у тому, щоб безпосередньо мати контроль над газетою з допомогою приватизації. Один із найближчих соратників Туджмана Івич Пашалич (Ivić Pašalić) узяв участь у цьому процесі. Згодом на вимогу громадськості проведено перевірку, яка мала на меті з'ясувати законність цієї приватизації, але не знайшла ніяких порушень закону. Великого удару цій газеті завдано в квітні 1998 року, коли почав виходити «Ютарні ліст» (Jutarnji list) — лівого політичного спрямування й ліберальніший. Відтоді «Вечерні ліст» утратив лідерство в мас-медіа Хорватії. З 2000 року він перейшов у власність австрійської компанії «Styria Medien AG» і став знову лідирувати в рейтингах. За даними опитування, яке виконала агенція «GfK Centar za istraživanje tržišta» у 2001 році, «Вечерні ліст», маючи численні регіональні випуски, посідає провідне місце серед мас-медіа країни.
Зі своїм проєктом «Футбол серця» 2006 року часопис став третім на конкурсі «Ifra Cross Media Awards 2006» за моніторинг чемпіонату світу з футболу.

## Випуски
«Вечерні ліст» має 10 випусків у Хорватії, один для Боснії і Герцеговини і один міжнародний:
- Далмація
- Істрія — Примор'я — Ліка
- Славонія і Бараня
- Славонія
- Подравина і Білогора
- Вараждин і Меджимур'я
- Загір'я
- Сисак
- Карловац
- Загреб
- Боснія і Герцеговина
- міжнародне видання

## Головні редактори
- Томислав Голубович (Tomislav Golubović), від 1959 до 1961
- Мірко Билич (Mirko Bilić), від 1961 до 1963
- Вера Врцич (Vera Vrcić), від 1963 до 1968
- Давор Шошич (Davor Šošić), від 1968 до 1972
- Мілан Бекич (Milan Bekić), від 1972 до 1975
- Драго Шубич (Drago Šubić), від 1975 до 1983
- Степан Андрашич (Stjepan Andrašić), від 1983 до 1990
- Іво Лайтман (Ivo Lajtman), від 1990 do 1992, a після того, як він помер, короткий час замісником був Вінко Чесі (Vinko Česi)
- Бранко Туджен (Branko Tuđen), від 1992 до 2001
- Ружиця Ціґлер (Ružica Cigler), від 2001 до 2005
- Мілєнко Манькас (Miljenko Manjkas), від 2005 до 2006
- Горан Огурлич (Goran Ogurlić), від 2006

## Лінки
- Портал новин газети [Архівовано 9 липня 2011 у Wayback Machine.]
- Вебсторінка газети [Архівовано 28 серпня 2008 у Wayback Machine.]